# 보리스 콜라르

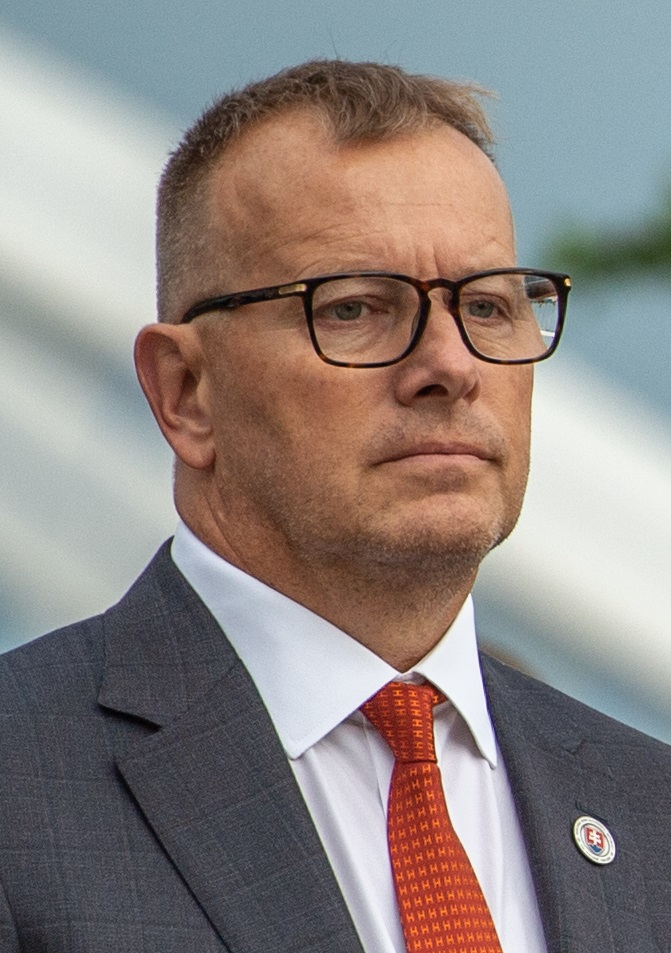
보리스 콜라르

보리스 콜라르(슬로바키아어: Boris Kollár, 1965년 8월 14일 ~ )는 슬로바키아 브라티슬라바 출신의 기업인, 정치인이다. 2015년 반부패 및 과두정치 청산을 목표로 우리는 가족(Sme Rodina)당을 창당했다. 자유지상주의적 경제정책 및 연성 유럽회의주의를 표방하며, 앙겔라 메르켈 총리를 두고 "국경 통제를 하지 않아서 난민들이 유럽에 무분별하게 들어온다"고 비판했다. 그는 무분별한 이민이 유럽 전역에 위험을 끼친다고 주장하고 있다. 그의 당은 2016년 총선에서 원내 11석을 획득했다.
콜라르는 미국 마이애미에서 잠시 체류한 바 있다. 2016년 당시 일부 미디어에서 그가 마피아 단체 SME와 연계되어 있다는 설을 제기했다. 콜라르는 이를 부인했으며, 해당 소문을 두고 명예훼손이라고 강하게 반발했다.